# Michael Rosing (digter)
 For alternative betydninger, se Michael Rosing. (Se også artikler, som begynder med Michael Rosing)
Hans Peter Michael Rosing (20. november 1830 — 12. december 1904) var en dansk digter og oversætter, sønnesøn af Michael Rosing.
Som student rejste han 1854—55 i Italien; 1859 blev han efter Aaret i Forvejen at have taget filologisk Embedseksamen Adjunkt paa Herlufsholm, hvorfra han 1863 forflyttedes til Sorø Akademi; 1882 blev han Overlærer. 1901 tog han sin Afsked. R. debuterede 1859 med (»Smaadigte af en Student«; 1872 kom Digtet »Frelst«, 1873 »Ann’ Marie«, 1875 »Et Foraarsbillede« og 1882 »Broder Bengt«; af Prosadigtninger har han bl.a. udgivet »En Romantiker«, 1880, og »Kærlighed taaler alt«, 1895. R.’s Poesier udmærker sig gennemgaaende ved et elskværdigt og fint Livssyn og ved inderlig Forstaaelse af Naturen; noget dybere Særpræg har de dog ikke. Varig Fortjeneste har han indlagt sig ved sine meget omhyggelige og dygtige Oversættelser af Pindar’s Oder, der findes trykte i Skoleprogrammer for Herlufsholm 1862 og Sorø 1890—93.